# Radhya Al-Mutawakel
Radhya Al-Mutawakel es una defensora de Derechos Humanos yemení, cofundadora y presidente de Mwatana Organisation For Human Rights, una organización independiente que trabaja para defender y derechos humanos en Yemen. El trabajo reciente de Al-Mutawakel y Mwatana se ha centrado en documentar presuntos abusos de los derechos humanos por parte de todas las partes en el conflicto en Yemen, incluidos Estados Unidos, la coalición liderada por Arabia Saudita y las fuerzas hutíes. Al-Mutawakel intevenido en el Consejo de Seguridad de la ONU para relatar la crisis humanitaria en Yemen, convirtiéndose en la primera persona en hacerlo, y ha escrito ampliamente y ha aparecido en una variedad de medios de comunicación, incluidos Vice News, The Guardian y The Nuevo internacionalista, hablando de violaciones de derechos humanos durante el conflicto.

## Trayectoria profesional
En 2004 comenzó a trabajar en derechos humanos yemeníes, inicialmente con la Organización para la Defensa de los Derechos y Libertades. Durante este período, su trabajo se centró en las violaciones de los derechos humanos en el contexto del conflicto de Sa'adah en el norte de Yemen, centrándose en las desapariciones forzadas y los arrestos arbitrarios que tuvieron lugar durante la guerra. 

### Fundación y trabajo con Mwatana Organisation For Human Rights
Al-Mutawakel y su marido Abdulrasheed Al-Faqih fundaron Mwatana en 2007. Su objetivo declarado es "defender y proteger los derechos humanos... mediante investigaciones de campo y documentar informes precisos y objetivos de los hechos relacionados con su misión para detectar y detener las violaciones de los derechos humanos".  Mwatana tiene equipos de investigadores de campo en 18 gobernaciones yemeníes y emplea a más de 60 personas, la mitad de las cuales son mujeres.
Entre 2007 y 2010, Al-Mutawakel continuó centrándose en las violaciones de los derechos humanos en el contexto del conflicto actual de Sa'adah, incluidas las violaciones del derecho internacional humanitario y el derecho internacional de los derechos humanos; y detenciones arbitrarias. 
En 2013, Al-Mutawakel y Mwatana colaboraron con Open Society Foundations para producir un informe conjunto titulado "Death by Drones"  que incluyó la investigación y el monitoreo del daño y la muerte de civiles causados por nueve ataques con aviones no tripulados estadounidenses en cinco áreas gubernamentales yemeníes - Sana 'a, Marib, Dhamar, Hadramout y al-Baidha - entre mayo de 2012 y abril de 2014.
Al-Mutawakel realizó una gira de promoción en 2017 que incluyó visitas a los EE. UU., Reino Unido, Suiza y otros países europeos, para hablar sobre el conflicto en Yemen y las violaciones de los derechos humanos cometidas por todas las partes en el conflicto, y para buscar involucrar a diferentes naciones para poner fin al conflicto. Durante la gira, el 30 de mayo de 2017, informó al Consejo de Seguridad de la ONU sobre el conflicto en Yemen, convirtiéndose en la primera mujer yemení en informar al Consejo de Seguridad.

### Programa 'Practitioner-in-Residence' de la Facultad de Derecho de Columbia
A mediados de 2017, Al-Mutawakel y Al-Faqih participaron en el programa Practitioner-in-Residence  del Instituto de Derechos Humanos de la Facultad de Derecho de Columbia. Durante su residencia, la pareja dirigió talleres sobre temas que incluyeron estrategias de investigación durante el conflicto; estrategias para la promoción regional; y las violaciones del derecho internacional humanitario durante el conflicto en Yemen. También mantuvieron numerosas reuniones con ONG estadounidenses, actores diplomáticos y de la ONU, y Al-Mutawakel informó al Consejo de Seguridad de la ONU. La pareja también recibió el Premio Global Advocate 2017.

### En el Consejo de Seguridad de la ONU
El 30 de mayo de 2017, Al-Mutawakel informó al Consejo de Seguridad de la ONU sobre el conflicto en Yemen. Hizo una serie de llamadas que se hicieron eco de las realizadas por Mwatana y otros en una variedad de foros.
Las peticiones incluyeron: 
- Establecer una comisión internacional independiente de investigación para investigar las violaciones cometidas por todas las partes en conflicto;
- Detener la venta de armas a las partes involucradas en violaciones de los derechos humanos en Yemen;
- Poner fin a los ataques contra civiles y objetos civiles mediante ataques aéreos y terrestres;
- Asegurar la liberación de todos los civiles desaparecidos por la fuerza o detenidos arbitrariamente;
- Permitir el acceso humanitario sin obstáculos a todas las áreas y personas necesitadas.[21]

## Premios
- Defensor del Centro del Golfo para los Derechos Humanos y la Libertad de Expresión para octubre de 2017.[22]
- Premio de Abogado Global de la Facultad de Derecho de Columbia, Instituto de Derechos Humanos, ganado conjuntamente con Abdulrasheed Al-Faqih.